# Masters 1980 (tennis)
De Masters 1980 werd  in het Amerikaanse New York gehouden. Het tennistoernooi werd van 14 tot 18 januari 1981 in de Madison Square Garden op tapijtbanen gespeeld. Het deelnemersveld bestond uit de beste acht spelers op de ATP Rankings.

## Enkelspel
De titelverdediger Björn Borg verdedigde zijn titel met succes door in de finale Ivan Lendl te verslaan

### Deelnemers
| Ranking | Speler          | Prestatie    |
| ------- | --------------- | ------------ |
| 1.      | Björn Borg      | Winnaar      |
| 2.      | John McEnroe    | Groepsfase   |
| 3.      | Jimmy Connors   | Halve finale |
| 4.      | Gene Mayer      | Halve finale |
| 5.      | Guillermo Vilas | Groepsfase   |
| 6.      | Ivan Lendl      | Finale       |
| 7.      | Harold Solomon  | Groepsfase   |
| 8.      | José Luis Clerc | Groepsfase   |

### Groepsfase
De eindstand in de groepsfase wordt bepaald door achtereenvolgend te kijken naar eerst het aantal overwinningen in combinatie met het aantal wedstrijden. Mochten er dan twee spelers gelijk staan wordt er naar het onderling resultaat gekeken. Mocht het aantal overwinningen en wedstrijden bij drie of vier spelers gelijk wordt er gekeken naar het percentage gewonnen sets en eventueel gewonnen games. Als er dan nog steeds geen ranglijst opgemaakt kan worden dan beslist de wedstrijd commissie.

#### Groep A
|                 |                 | Uitslag       |
| --------------- | --------------- | ------------- |
| José Luis Clerc | John McEnroe    | 6-3, 6-0      |
| Gene Mayer      | Björn Borg      | 6-0, 6-3      |
| Björn Borg      | John McEnroe    | 6-4, 6-7, 7-6 |
| Gene Mayer      | José Luis Clerc | 6-3, 7-5      |
| Björn Borg      | José Luis Clerc | 6-3, 6-4      |
| Gene Mayer      | John McEnroe    | 3-6, 7-6, 6-2 |

| Nr. | Speler          | Wedstrijd W - V | Sets W - V | Games W - V |
| --- | --------------- | --------------- | ---------- | ----------- |
| 1   | Gene Mayer      | 3-0             | 6-1        | 41-25       |
| 2   | Björn Borg      | 2-1             | 4-3        | 34-36       |
| 3   | José Luis Clerc | 1-2             | 2-4        | 27-28       |
| 4   | John McEnroe    | 0-3             | 2-6        | 34-47       |

#### Groep B
|                 |                 | Uitslag       |
| --------------- | --------------- | ------------- |
| Jimmy Connors   | Guillermo Vilas | 6-2, 4-6, 6-0 |
| Ivan Lendl      | Harold Solomon  | 6-3, 6-1      |
| Jimmy Connors   | Harold Solomon  | 6-2, 6-4      |
| Ivan Lendl      | Guillermo Vilas | 7-5, 6-4      |
| Guillermo Vilas | Harold Solomon  | 5-7, 7-6, 7-5 |
| Jimmy Connors   | Ivan Lendl      | 7-6, 6-1      |

| Nr. | Speler          | Wedstrijd W - V | Sets W - V | Games W - V |
| --- | --------------- | --------------- | ---------- | ----------- |
| 1   | Jimmy Connors   | 3-0             | 6-1        | 41-21       |
| 2   | Ivan Lendl      | 2-1             | 4-2        | 32-26       |
| 3   | Guillermo Vilas | 1-2             | 3-5        | 36-47       |
| 4   | Harold Solomon  | 0-3             | 1-6        | 28-43       |

### Knock-outfase
|  | Halve finale | Halve finale  | Halve finale | Halve finale | Halve finale |   |            | Finale | Finale | Finale | Finale | Finale | Finale | Finale |
|  |              |               |              |              |              |   |            |        |        |        |        |        |        |        |
|  | 4            | Gene Mayer    | 3            | 4            |              |   |            |        |        |        |        |        |        |        |
|  | 6            | Ivan Lendl    | 6            | 6            |              |   |            |        |        |        |        |        |        |        |
|  | 6            | Ivan Lendl    | 6            | 6            |              | 6 | Ivan Lendl | 4      | 2      | 2      |        |        |        |        |
|  |              |               |              |              |              | 6 | Ivan Lendl | 4      | 2      | 2      |        |        |        |        |
|  |              | 1             | Björn Borg   | 6            | 6            | 6 |            |        |        |        |        |        |        |        |
|  | 1            | 1             | Björn Borg   | 6            | 6            | 6 | Björn Borg | 6      | 6      | 6      |        |        |        |        |
|  | 1            |               |              |              |              |   | Björn Borg | 6      | 6      | 6      |        |        |        |        |
|  | 3            | Jimmy Connors | 4            | 7            | 3            |   |            |        |        |        |        |        |        |        |

## Dubbelspel
Peter Fleming en John McEnroe wonnen hun derde titel op rij.

#### Finales
|  | Halve finale | Halve finale                | Halve finale                | Halve finale | Halve finale |                            |   | Finale | Finale | Finale | Finale | Finale |
|  |              |                             |                             |              |              |                            |   |        |        |        |        |        |
|  |              | Peter Fleming John McEnroe  | 6                           | 6            |              |                            |   |        |        |        |        |        |
|  |              | Kevin Curren Steve Denton   | 2                           | 2            |              |                            |   |        |        |        |        |        |
|  |              | Kevin Curren Steve Denton   | 2                           | 2            |              | Peter Fleming John McEnroe | 6 | 6      |        |        |        |        |
|  |              |                             |                             |              |              | Peter Fleming John McEnroe | 6 | 6      |        |        |        |        |
|  |              |                             | Peter McNamara Paul McNamee | 4            | 3            |                            |   |        |        |        |        |        |
|  |              | Peter McNamara Paul McNamee | Peter McNamara Paul McNamee | 4            | 3            | 0                          | 6 | 6      |        |        |        |        |
|  |              | Peter McNamara Paul McNamee |                             |              |              | 0                          | 6 | 6      |        |        |        |        |
|  |              | Bob Lutz Stan Smith         | 6                           | 3            | 4            |                            |   |        |        |        |        |        |